# Argyrogramma aeneofusa
Argyrogramma aeneofusa är en fjärilsart som beskrevs av George Francis Hampson 1894. Argyrogramma aeneofusa ingår i släktet Argyrogramma och familjen nattflyn. Inga underarter finns listade i Catalogue of Life.